# Wim Crusio
Wim E. Crusio (Bergen op Zoom, 20 december 1954) is een Nederlands gedrags- en neurogeneticus. Hij was van 2002-2011 hoofdredacteur van het wetenschappelijke tijdschrift Genes, Brain and Behavior.

## Biografie
Crusio werd geboren in Bergen op Zoom. Hij behaalde zijn doctoraal aan de Radboud Universiteit Nijmegen in 1979, alwaar hij in 1984 promoveerde. Voor zijn doctoraalexamen deed hij naast onderzoek in de gedragsgenetica ook plantentaxonomie Zijn revisie van het genus Anubias wekt nog steeds belangstelling op. Hij zette zijn plantentaxonomische werk nog enkele jaren voort en beschreef in 1986 een nieuwe soort van de Aronskelkfamilie, Lagenandra dewitii (ter ere van H.C.D. de Wit). Voor zijn promotieonderzoek specialiseerde Crusio zich in de gedragsgenetica, waar tijdens zijn postdoc aan de Universiteit van Heidelberg de neurogenetica bij kwam. Sedert eind 1990 werkt hij in Frankrijk bij het Centre National de la Recherche Scientifique. Gedurende een vijftal jaren (2000-2005) was hij hoogleraar in de psychiatrie aan de University of Massachusetts Medical School in Worcester. Momenteel is hij "directeur de Recherche" en groepsleider aan de Universiteit van Bordeaux 1 aan het Centre de Neurosciences Intégratives et Cognitives in Talence, een voorstad van Bordeaux.

## Editoriale activiteiten
Tot eind 2011 was Crusio hoofdredacteur van Genes, Brain and Behavior een wetenschappelijk tijdschrift dat in 2002 van start ging. De standaarden voor de publicatie van studies met muizenmutanten die hij met zijn medeauteurs voor dit tijdschrift ontwikkelde worden geleidelijk in het vakgebied geaccepteerd. In 2017 werd Crusio benoemd als hoofdredakteur van Behavioral and Brain Functions. Hij is een van de academische redacteuren van PLoS ONE, redacteur ("associate editor") van The ScientificWorldJournal, en voormalig redacteur van Behavioral and Brain Sciences (1991-2008). Crusio is of was lid van de redactieraden van Behavior Genetics (1991-1995), Behavioural Brain Research (1997-2007), BMC Neuroscience, BMC Research Notes, Frontiers in Behavioral Neuroscience, Journal of Visualized Experiments, Neurogenetics (1998-2006) en Physiology and Behavior. Met Robert Gerlai was hij ook samensteller van een handboek over moleculair-genetische technieken voor de biologische psychologie ("behavioral neuroscience").

## Bestuurlijke functies
Crusio was in 1996 een van de twee oprichters van de International Behavioural and Neural Genetics Society, waar hij achtereenvolgens bestuurslid, penningmeester en voorzitter van was (1998-2001). Hij was eveneens voorzitter van de Nederlandse Contactgroep voor de Gedragsgenetica.